# Орваль-сюр-Сьєнн
Орваль-сюр-Сьєнн (фр. Orval sur Sienne) — муніципалітет у Франції, у регіоні Нижня Нормандія, департамент Манш. Орваль-сюр-Сьєнн утворено 1 січня 2016 року шляхом злиття муніципалітетів Моншатон i Орваль. Адміністративним центром муніципалітету є Орваль. Населення — 1197 осіб (01.01.2021).